# 佩格特梅利河

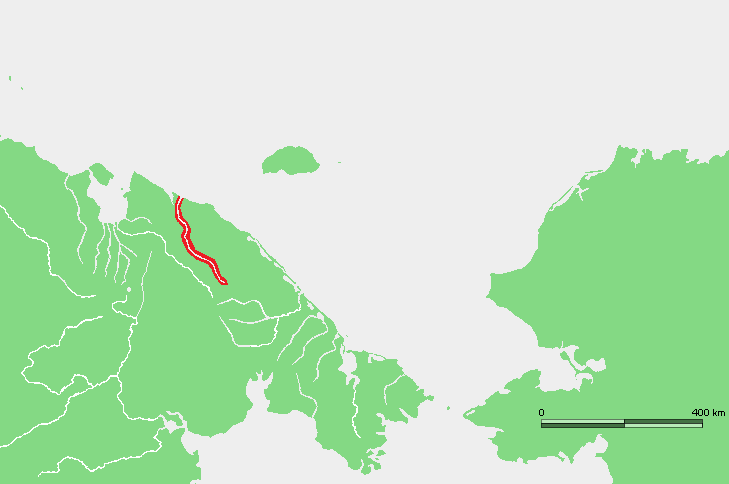

佩格特梅利河是俄羅斯的河流，由楚科奇自治區負責管轄，河道全長345公里，流域面積17,600平方公里，河水主要來自雨水和融雪，最終在德朗海峽以西注入東西伯利亞海。

## 外部連結
- Tourism and environment （页面存档备份，存于）
- Petroglyph pictures （页面存档备份，存于）

69°49′N 174°01′E / 69.817°N 174.017°E